# Фридрих Гюнтер Шварцбург-Рудольштадтский (1901—1971)
Фридрих Гюнтер Шварцбург-Рудольштадтский (нем. Friedrich Günther von Schwarzburg-Rudolstadt; 5 марта 1901, Гросхартау, Королевство Саксония — 9 ноября 1971, Мюнхен, ФРГ) — принц Шварцбургский. Последний мужской представитель Шварцбургского дома.

## Биография
Фридрих Гюнтер родился 5 марта 1901 года. Его родителями были Гюнтер Зиццо Шварцбург-Рудольштадтский (1860—1926) и его жена Александра Ангальтская (1868—1958). До 1896 года у Зиццо не было прав на престол, так как он был рождён в морганатическом браке и носил титул принца Лейтенбергского.
Детство Фридрих провел в Гросхартау. Сначала он получил частные уроки у себя дома, затем его отправили в школу-интернат в замке Биберштайн недалеко от Фульды. Окончив среднюю школу в Дрездене, он познакомился с лесным хозяйством.
Когда ему было 17 лет, в результате Первой мировой войны, Гюнтер Виктор (1852—1925) отрекся от престола, а немецкие монархии были упразднены. В 1926 году после смерти отца он стал главой дома Шварцбургов. Как и его отец, он продолжил со вдовой Гюнтера Виктора, Анной Луизой Шёнбург-Вальденбургской (1871—1951), по вопросу наследства.
Во время Второй мировой войны он принимал участие во Французской кампании и дослужился до звания унтер-офицера. В 1943 году указом Гитлера о принцах, он был уволен со службы. В апреле 1945 года он бежал из Гросхартау на велосипеде в западную часть Германии. Его примеру последовала его мать в 1946 году. В советской зоне оккупации в сентябре 1945 года администрация Саксонии издала постановление о реформе сельскохозяйственных земель, согласно которому его собственность в Гросхартау и Гольдбахе была экспроприирована без компенсации.
Последние годы жизни провел в Гейдельберге и Мюнхене, работая лесником. Скончался 9 ноября 1971 года. С его смертью вымер дом Шварцбургов по мужской линии. Исторически в Шварцбурге наследование происходило по полусалическому закону, то есть женщины наследовали власть, после вымирания всех мужских представитиелей династии. Поэтому главенство в доме Шварцбургов перешло к старшей сестре Фридриха, Марии-Антуанетте (1898—1984).

## Личная жизнь
Фридрих Гюнтер женился 7 марта 1938 года, на Софии Саксен-Веймар-Эйзенахской (1911—1988), дочери Вильгельма Эрнста Сакскен-Веймар-Эйзенахского (1876—1923) и Феодоры Саксен-Мейнингенской (1890—1972). Брак был неудачный и распался 1 ноября того же года. Супруги детей не имели и в повторные браки не вступали.